# William Sinclair (Bischof)
William Sinclair († 27. Juni 1337) war ein schottischer Geistlicher. Ab 1309 war er Bischof von Dunkeld.

## Herkunft
William Sinclair entstammte der ursprünglich anglonormannischen Familie Sinclair. Er war der zweite Sohn von Sir William Sinclair, dem Lord der schottischen Herrschaft Roslin. Als jüngerer Sohn wurde er Geistlicher, doch wie sein Vater und sein älterer Bruder Henry war er schon früh ein Gegner der englischen Vorherrschaft in Schottland. Im Krieg mit England wurde er 1296 zusammen mit anderen Mitgliedern der Familie in Dunbar Castle gefangen genommen und blieb danach eine Zeit lang in englischer Gefangenschaft.

## Wahl zum Bischof

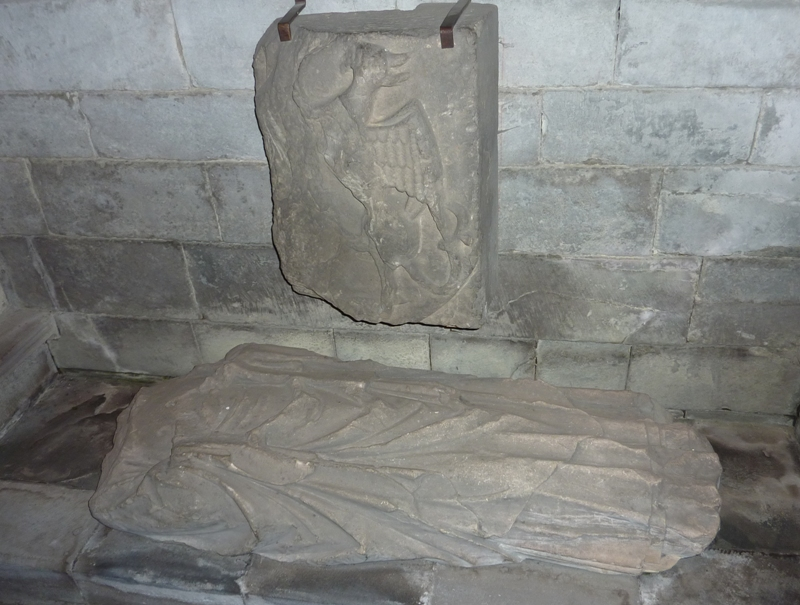
Die Reste des Grabdenkmals von William Sinclair in der Kathedrale von Dunkeld

Vor 1309 hatte Sinclair ein Universitätsstudium abgeschlossen und war Kanoniker in Dunkeld. Dazu besaß er die Rechte an der Pfarrkirche von Kinross. Nach dem Tod von Bischof Matthew of Crambeth wurde er 1309 vom Kathedralkapitel zum Bischof der Diözese Dunkeld gewählt. Die Wahl wurde von John Lech angefochten, dessen Kandidatur vom englischen König Eduard II. unterstützt wurde. Sinclair reiste daraufhin zur Bestätigung seiner Wahl zur päpstlichen Kurie nach Poitiers. Dort wurde der Streit zunächst nicht entschieden, doch als Lech zum Erzbischof der Diözese Dublin gewählt wurde, war der Weg frei für die Bestätigung der Wahl von Sinclair durch Papst Clemens V., die im Mai 1312 erfolgte. Obwohl sich Sinclair danach offiziell mit dem englischen König aussöhnte, schien dieser ihm zu misstrauen. Wohl für seine Rückreise nach Schottland gewährte ihm Eduard II. 1313 freies Geleit bis nach Berwick, doch er stellte die Bedingung, dass Sinclair sich nicht mit Eduards schottischen Gegnern verbünden solle, mit denen sich England immer noch im Krieg befand.

## Politische Tätigkeit
Nach dem Sieg des schottischen Königs Robert I. in der Schlacht von Bannockburn 1314 über den englischen König unterstützte Sinclair offen den schottischen König. Ab 1314 nahm er an mehreren schottischen Parlamenten teil. Er diente auch häufig als Zeuge von königlichen Urkunden, so dass er wahrscheinlich die Gunst von Robert I. besaß und häufig am Königshof weilte. Angeblich soll er im Mai oder Juni 1317 die zögernden Ritter getadelt und selbst bewaffnet eine kleine Streitmacht angeführt haben, um englische Plünderer abzuwehren, die mit Schiffen an der Küste von Fife gelandet waren. Zusammen mit mehreren anderen schottischen Bischöfen berief Papst Johannes XXII. Sinclair am 18. November 1319 zur päpstlichen Kurie, da der Papst den schottischen König als Friedensstörer betrachtete. Als die Bischöfe diesen Aufruf ignorierten, wurden sie am 16. Juni 1320 exkommuniziert. Obwohl Sinclair somit einer der loyalsten Unterstützer von Robert I. gewesen war, wechselte er zu Beginn des Zweiten Schottischen Unabhängigkeitskriegs 1332 die Seiten. Er unterstützte nach dem Sieg der Enterbten unter Edward Balliol in der Schlacht von Dupplin Moor dessen Anspruch auf den schottischen Thron. Am 24. September krönte er Balliol in Scone zum schottischen König. Im Februar 1334 nahm er an einem von Balliol einberufenen Parlament teil. Danach erregte er jedoch wieder das Misstrauen der Engländer, die den Thronanspruch von Balliol unterstützten. Vermutlich unterstützte er spätestens ab 1336 wieder die Anhänger von David II., dem minderjährigen Sohn und Erben von Robert I.

## Tätigkeit als Geistlicher
Trotz seiner häufigen politischen Tätigkeit soll Sinclair sich auch gewissenhaft um sein geistliches Amt gekümmert haben. Während seiner Amtszeit erfolgten wesentliche Abschnitte des Baus der Kathedrale von Dunkeld, in der er später beigesetzt wurde.